# Casa del Parlamento de Tonga

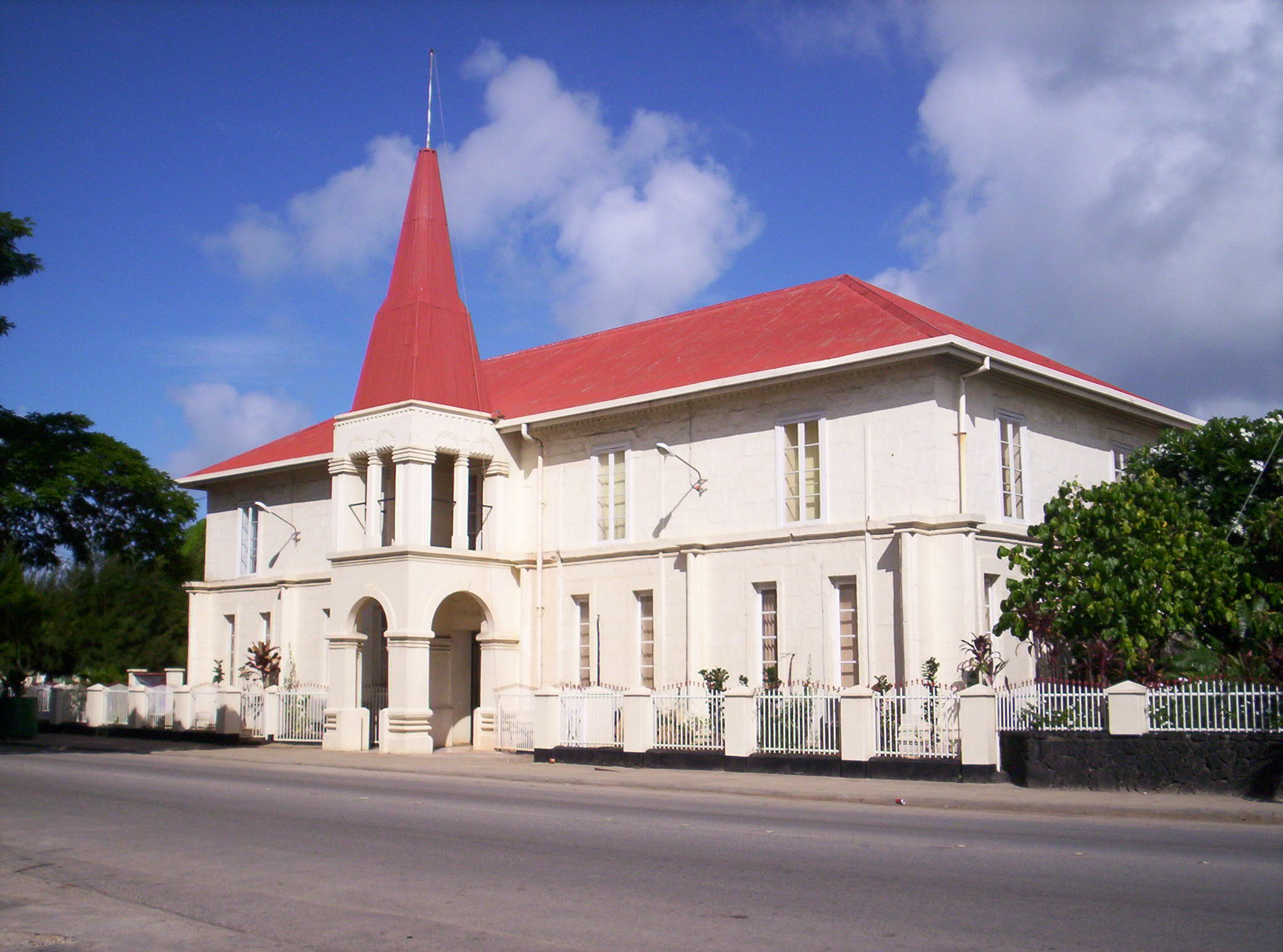
La Casa del Parlamento en 2006.

La Casa del Parlamento en Nukualofa fue la sede de la Asamblea Legislativa de Tonga hasta 2018, cuando fue destruida por el ciclón Gita, un ciclón tropical de categoría 4 que pasó por la nación el 12 y 13 de febrero de 2018. En ese momento se trasladó a otra parte de la isla de manera provisional. En noviembre de 2021, el gobierno de Tonga anunció que se construiría un nuevo edificio para el parlamento en el paseo marítimo de Nukualofa.